# اینکا ۸۲۷۵
سیارک ۸۲۷۵ (به انگلیسی: 8275 Inca، نامگذاری:1990VR8) هشت هزار و دویست و هفتاد و پنجمین سیارک کشف شده‌است که در ۱۱ نوامبر ۱۹۹۰ کشف شد.
قدر مطلق سیارک برابر ۱۷.۸ است.